# سيات توليدو II

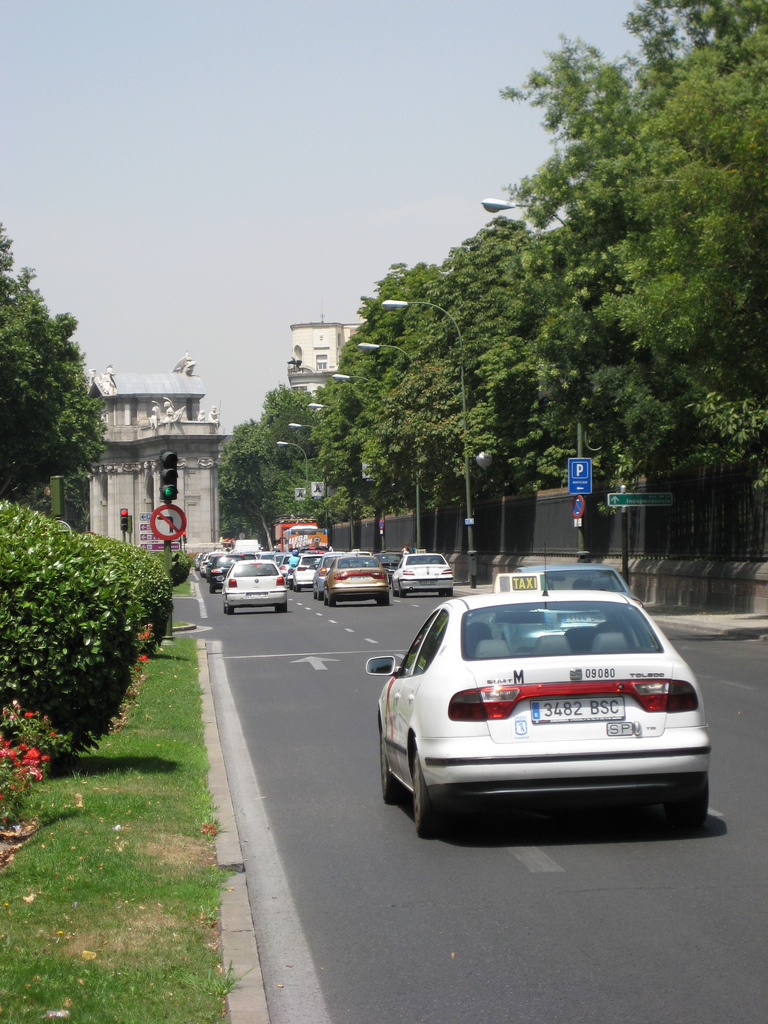

سيات توليدو II هي سيارة عائلية للمجموعة الدولية سيات، وقد بدأ إنتاجها سنة 1998 وانتهى في 2004.